# Portulaca fulgens
Portulaca fulgens är en portlakväxtart som beskrevs av August Heinrich Rudolf Grisebach. Portulaca fulgens ingår i släktet portlaker, och familjen portlakväxter. Inga underarter finns listade i Catalogue of Life.